# Beleg van Saio
Het Beleg van Saio en de daaropvolgende inname van Saio tijdens de Abyssinische veldtocht van 1941 door de Force Publique (de strijdkrachten van Belgisch-Congo) was een zware nederlaag van het fascistische Italië en een van de grootste overwinningen uit de Belgische militaire geschiedenis.

## Aanleiding
Na de Achttiendaagse Veldtocht twijfelde de gouverneur-generaal van Belgisch-Congo aanvankelijk of de kolonie de kant van de regering of van de koning diende de te kiezen. Uiteindelijk besloot hij de kant van de geallieerden te kiezen. In 1941 vroeg Winston Churchill een militaire bijdrage van de Force Publique voor de Britse troepen in Kenia en Soedan die een veldtocht planden tegen Abyssinië dat door de Italianen werd bezet.

## Verloop
Saio was een Italiaanse garnizoensstad bij de grens met Soedan (nu Zuid-Soedan). Nadat de Belgisch-Congolese troepen op 8 juni 1941 zware beschietingen hadden uitgevoerd vroegen de Italianen die numeriek in de meerderheid waren om een wapenstilstand. De Belgen legden hiervoor de voorwaarde van de totale overgave tegenover waarmee de Italianen instemden. Hierbij werden negen Italiaanse generaals, 370 officieren, 2574 onderofficieren en 1533 inlandse soldaten gevangen genomen. Daarnaast werden nog eens 2000 gevangen genomen ongeregelde inlandse troepen ontbonden. De Belgen maakten ook een grote arsenaal aan materieel buit waaronder 18 kanonnen, 4 mortieren, 200 mitrailleurs en talrijke geweren. Aan Belgische zijde vielen er bij de gevechten 46 slachtoffers.
Na de Abyssinische veldtocht keerde Haile Selassie uit ballingschap terug en werd het keizerrijk hersteld.